# Horror Stories
Horror Stories  (en hangul, 무서운 이야기; romanización revisada, 'Museoun Iyagi') es una película de horror de 2012, compuesta de cuatro cortometrajes, dirigida por cinco directores surcoreanos.

## Trama
Una estudiante de instituto es secuestrada por un asesino en serie y tiene su vida en peligro. Para sobrevivir, le cuenta las historias de miedo que conoce al secuestrador; empezando con "No abras la puerta", historia de las cosas que pasan en casa mientras dos hermanos esperan el regreso de su madre; "Vuelo sin final", en el que una azafata y un asesino en serie son los únicos sobrevivientes durante un viaje en avión, en un intento del asesino por escapar; "Receta Secreta", una cruel versión de un cuento folclórico, donde dos hermanastras luchan por casarse con un adinerado hombre, el cual practica el canibalismo; y "Ambulancia en la Zona de Muerte", en la que los supervivientes en una ciudad devastada por un mortal virus zombi sospechan uno del otro de estar infectados mientras viajan juntos en una ambulancia hacia el hospital.
Horror Stories  fue la película inaugural del Festival de cine Fantástico Puchon Internacional 2012.

## Historias

### Principio
Sinopsis
Una estudiante de instituto llamada Ji-won es secuestrada por un asesino en serie con un impedimento del habla. El asesino sólo se dormirá si escucha historias de miedo. Esperando poder huir, Ji-won, cual Scheherazada, empieza a contarle las cuatro historias de horror que conoce.
- Dirigido por Min Kyu-dong
- Kim Ji Won - Ji-won
- Yoo Yeon-seok - secuestrador y asesino

### No abras la puerta
Sinopsis
Basado en el cuento coreano El sol y la luna. Una niña y su hermano menor están esperando la llegada de su madre a casa. Pero, a pesar de que es tarde, su madre aun no regresa y la chica empieza a perderse en su propia imaginación. Un sospechoso hombre llama a la puerta para entregar un paquete mientras los hermanos se niegan a abrir. (Hangul:해와 달)
- Dirigido por Jung Bum-sik
- Kim Hyun-soo - niña
- No Kang-min - niño
- Ra Mi-ran - madre
- Lee Dong-kyu - empleado despedido
- No Hyeon-hee - profesora de inglés
- Kim Tae-woo
- Kim Bo-kyung - madre (voz)

### Vuelo sin final
Sinopsis
Una azafata de vuelo se enfrenta sola a un asesino serial, mientras el avión está volando en una altitud de 30,000 pies. (Hangul: 공포 비행기; literalmente: El Avión del Terror)
- Dirigido por Im Dae-woong
- Choi Yoon-young - azafata So-jung
- Jin Tae-hyun - Asesino serial Doo-ho
- Woo Hyeon -  Capitán

### Receta secreta
Sinopsis
Basado en el popular cuento coreano  Kongjwi y Patjwi, variante de La cenicienta. Gong-ji se casará pronto con Min, un rico y guapo soltero. Pero se siente ansiosa debido a su celosa hermanastra Bak-ji, quien quiere a Min para ella y se somete a una cirugía plástica para parecerse a Gong-ji. Lo que no saben es el secreto de Min sobre cómo mantener su aspecto joven. Entretanto, Min observa divertido todo esto. (Hangul: 콩쥐, 팥쥐)
- Dirigido por Hong Ji-young
- Nam Bo-ra - Bak-ji
- Jung Eun-chae - Gong-ji
- Bae Soo-bin - Min
- Na Young-hee - madre de Bak-ji
- Im Seong-min - ama de llaves

### Ambulancia en la Zona de Muerte
Sinopsis
Entre los cinco sobrevivientes dentro de una ambulancia que escapa a toda velocidad de una horda de zombis berserker están un doctor, una enfermera, una niña en estado inconsciente y su madre. La niña tiene una cicatriz desconocida en su muñeca, y el doctor militar cree que esta infectada por la epidemia zombi. La tensión y nivel de ansiedad empieza a subir cuando la enfermera tiene que hacer una elección entre seguir sus órdenes o ayudar a la niña y a la madre. (Hangul:앰뷸런스; literalmente: La Ambulancia)
- Dirigido por Kim Gok y Kim Sol
- Kim Ji-young -  madre
- Kim Ye-won - enfermera
- Jo Han-chul - Doctor del ejército
- Park Jae-woong - conductor de la ambulancia

## Secuelas
En 2013 se estrenó Horror Stories 2, con un reparto completamente diferente y, por último, en 2016 fue estrenada Horror Stories 3 siguiendo el mismo formato antológico de sus antecesoras.